# Río Henares
El Henares es un río del centro de la península ibérica, afluente por la izquierda del río Jarama. Perteneciente a la cuenca hidrográfica del Tajo, atraviesa las provincias españolas de Guadalajara y Madrid. Los núcleos urbanos más importantes por los que pasa son Azuqueca de Henares, Guadalajara, Jadraque, Humanes y Sigüenza, en la provincia de Guadalajara, y Alcalá de Henares, Torrejón de Ardoz, San Fernando de Henares y Mejorada del Campo, en la Comunidad de Madrid.

## Toponimia
Su nombre proviene de la palabra castellana henar, que significa campo de heno. Debe esta denominación a los cultivos de heno que se practicaban antiguamente en su cuenca. 

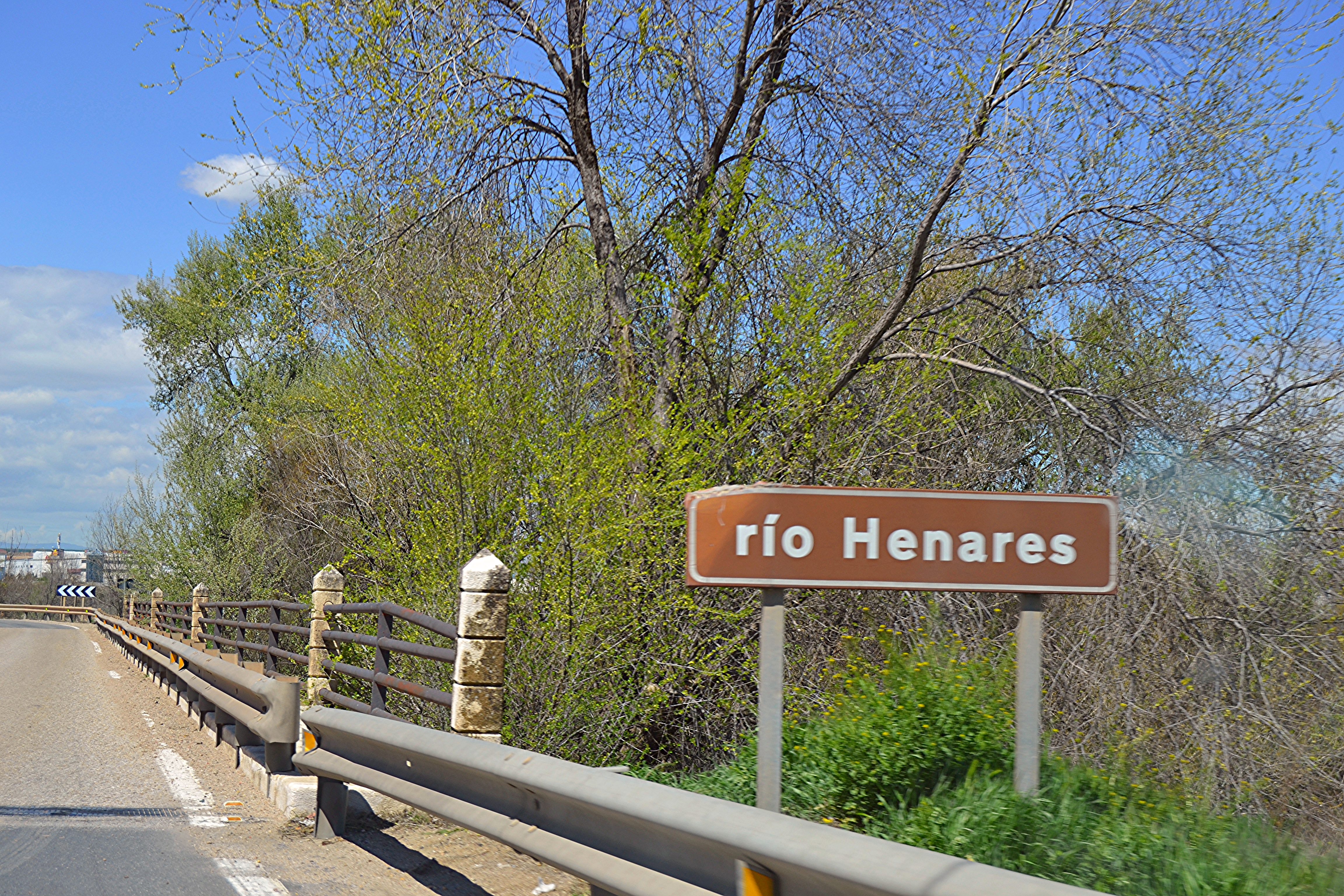
Letrero con el nombre del río

El vocablo henares ha sido incorporado, como sufijo, en el topónimo de varias poblaciones. Cabe citar, además de las ya señaladas anteriormente, Azuqueca de Henares, Carrascosa de Henares, Castejón de Henares, Castilblanco de Henares, Espinosa de Henares, Moratilla de Henares, Tórtola de Henares, Villaseca de Henares y Yunquera de Henares, todas ellas en la provincia de Guadalajara, además de Alcalá de Henares y San Fernando de Henares en la Comunidad de Madrid, pese a que el río que bordea el núcleo urbano es el Jarama, atravesando el Henares parte de su término municipal. También da su nombre a Soto del Henares, un barrio de Torrejón de Ardoz. 
Entre los municipios de Alcalá de Henares y Los Santos de la Humosa hay un espacio natural protegido  denominado Soto del Henares, que se sitúa a ambas orillas del río.
Por extensión, se conoce popularmente como Corredor del Henares al área que comprende el apéndice occidental de la provincia de Guadalajara y la parte oriental de la Comunidad de Madrid, una de las de mayor densidad demográfica del centro de la península ibérica.
El río ha dado nombre también a la cuenca hidrográfica del Henares, según la clasificación de la Dirección General de Turismo, dependiente de la Consejería de Cultura y Turismo de la Comunidad de Madrid.

## Curso

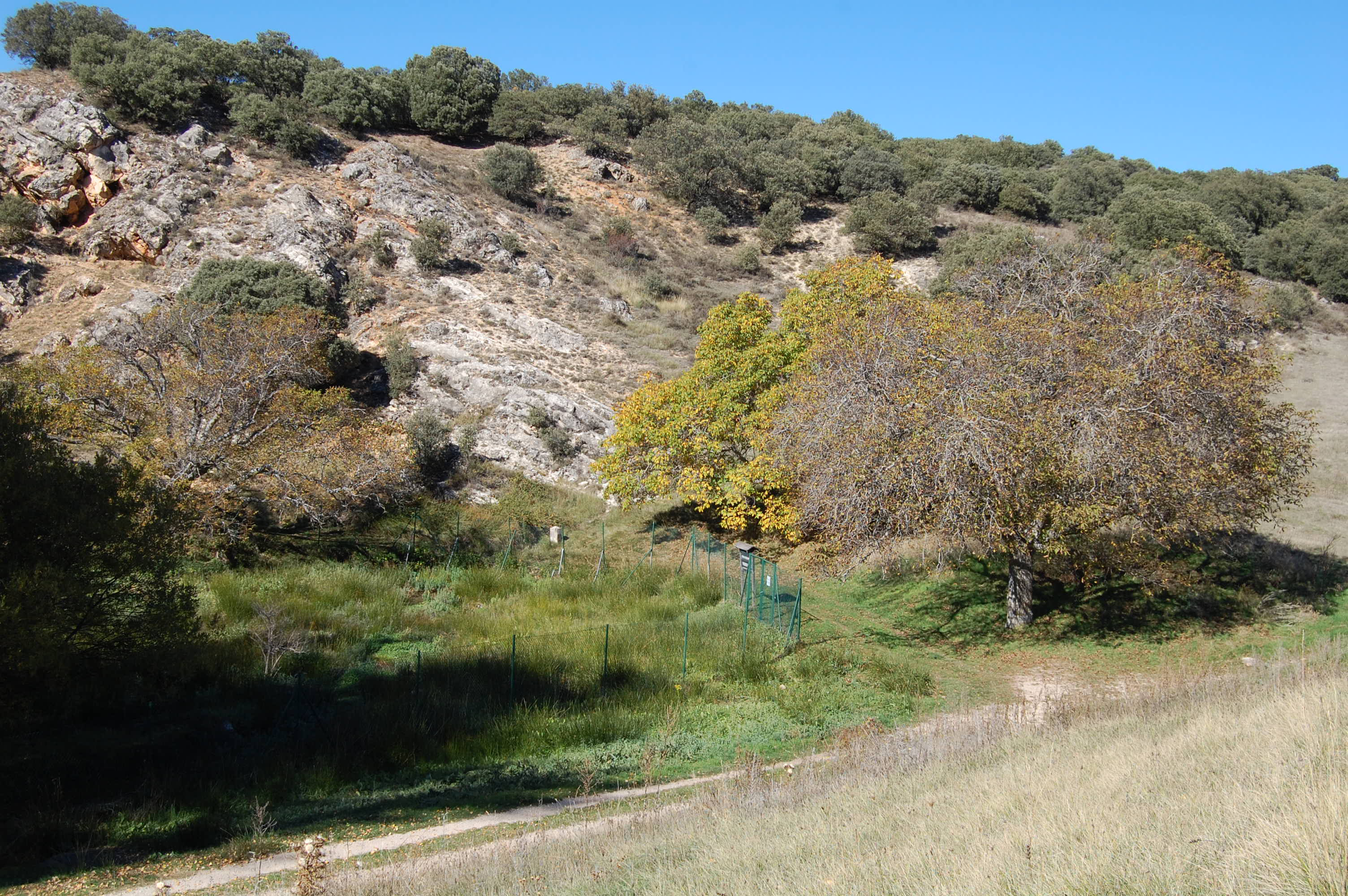
Nacimiento del río en Horna.

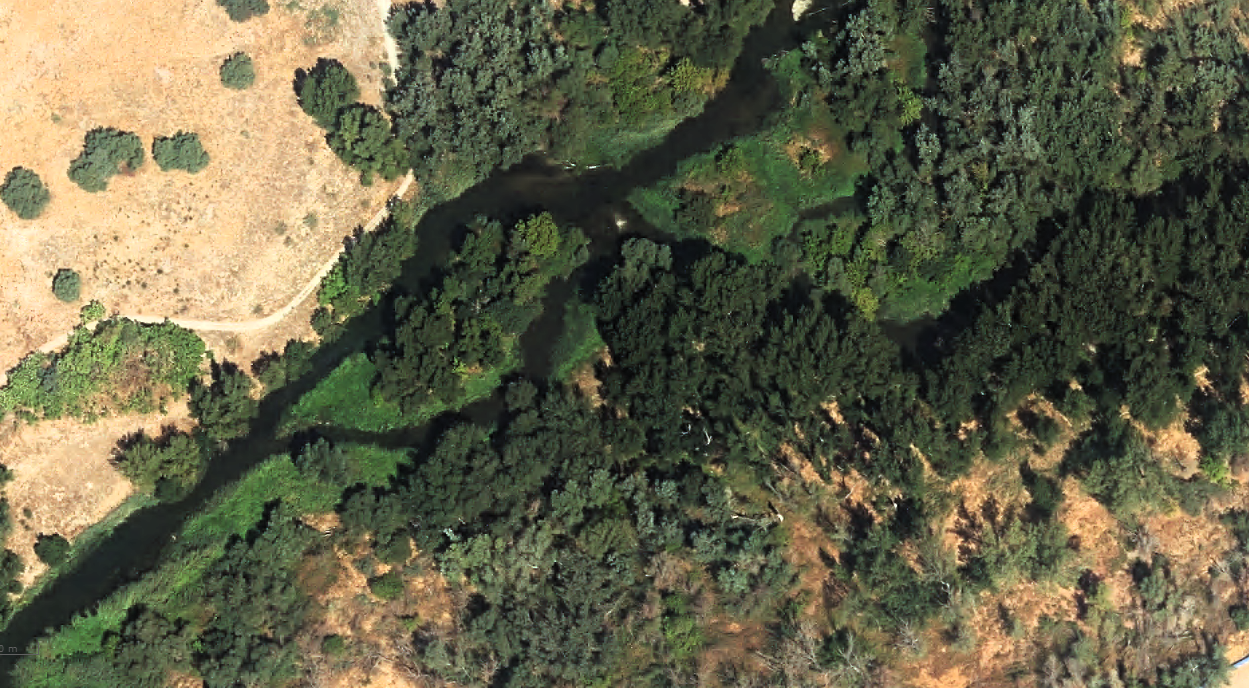
Desembocadura en el río Jarama (Mejorada del Campo).

Nace en la sierra Ministra, en la rama castellana del sistema Ibérico, a 1.220 m de altitud. Su fuente se sitúa al nordeste de Horna, cerca de Sigüenza. Fluye en dirección nordeste-suroeste.
Tiene un recorrido de 160 km, la mayor parte de los cuales (aproximadamente 124) por tierras guadalajareñas. En este tramo, le tributan por la derecha el Sorbe, el Cañamares, el Salado, el Aliendre y el Bornova, y por la izquierda el Dulce y el Badiel.
Entra en la provincia de Madrid a la altura de Los Santos de la Humosa y se dirige hacia Alcalá de Henares, en cuyo término recibe por la derecha al arroyo Camarmilla y al río Torote, el último de sus afluentes de relevancia. Desemboca en el Jarama, al noroeste del casco urbano de Mejorada del Campo, a una altitud de 578 m. Por su caudal y longitud, el Henares es el afluente más importante del río Jarama. Su cuenca ocupa una superficie de 4.144 km².
Aparece descrito en el noveno volumen del Diccionario geográfico-estadístico-histórico de España y sus posesiones de Ultramar de Pascual Madoz de la siguiente manera:

HENARES: r. en la prov. de Guadalajara, part. jud. de Sigüenza; tiene su nacimiento en Horna, cuyo térm. fertiliza y despues de impulsar 3 batanes y 5 molinos harineros, continúa al de Alcuneza donde no se aprovechan sus aguas para el riego, por la profundidad de su cauce, corre el de Mojares donde tiene un ponton de piedra y de aqui al de Sigüenza en el que le atraviesan 3 puentes de piedra, fertiliza su hermosa vega y sostiene buenos lavaderos de lana; marcha luego á los de Castilblanco, Baides donde le cruza un puente de piedra y recibe las aguas de un arroyo de su mismo nombre; Mandayona, Girueque en el que le afluye el riach. llamado Tordelahija; Jadraque donde ademas del beneficio del riego que proporciona á su fértil vega, mueve 2 molinos harineros y pasando debajo de un puente de piedra, deja el part. de Sigiienza y entra á bañar en el de Brihuega los térm. de casas de San Galindo y Heras, recibe en este último el r. Vadiel y penetra en el part. de Guadalajara á recorrer los de Yunquera, Fotanar, El Cañal, donde toma el arroyo de Dueñas y hace andar un molino harinero; Guadalajara donde tiene otro molino y un puente de piedra con 8 arcos; Cabanillas en el que da sus aguas á otro molino; Alovera y Chiloeches, entre cuyos 2 pueblos hay una barca de paso perteneciente al segundo, y por último Azuqueca desde donde abandona la prov. y penetra en la de Madrid por el part. de Alcalá, térm. jurisd. de los Santos de la Humosa: corre á la vista de la indicada c. de Alcalá á unos 400 pasos, tiene su curso por entre las huertas denominadas de la Esgarabila y del Chorrillo, en dirección SO. y al llegar hacia la fuente del Juncar y paredón del Milagro, donde le cruza un buen puente de piedra con 10 arcos, recibe los arrovos de Camarmilla y Torote, y va á desaguar en el Jarama á las inmediaciones de Mejorada. Es este r. uno de los objetos de nuestra geografía que recuerdan con sus nombres aquella transmigracion oriental, que dirigida por el prototipo de todos los Hércules tantas memorias dejó por lo largo de la ant. Iberia: la voz oriental nahar es la apelativa equivalente á la nuestra rio.
(Madoz, 1847, p. 167)

## Literatura
Desde el Buscón de Quevedo, el río Henares viene fluyendo por las páginas de la literatura española con su habitual mansedumbre. A mediados del siglo XX, Ferlosio lo describe así en su primera novela:

El Henares es un río terroso que baja por las tierras oscuras y viene de las oscuras montañas. Está hecho con las sobras de las nubes olvidadas por los vericuetos de la serranía.
Industrias y andanzas de Alfanhuí. 1951. Primera parte, capítulo XV.

## Véase también

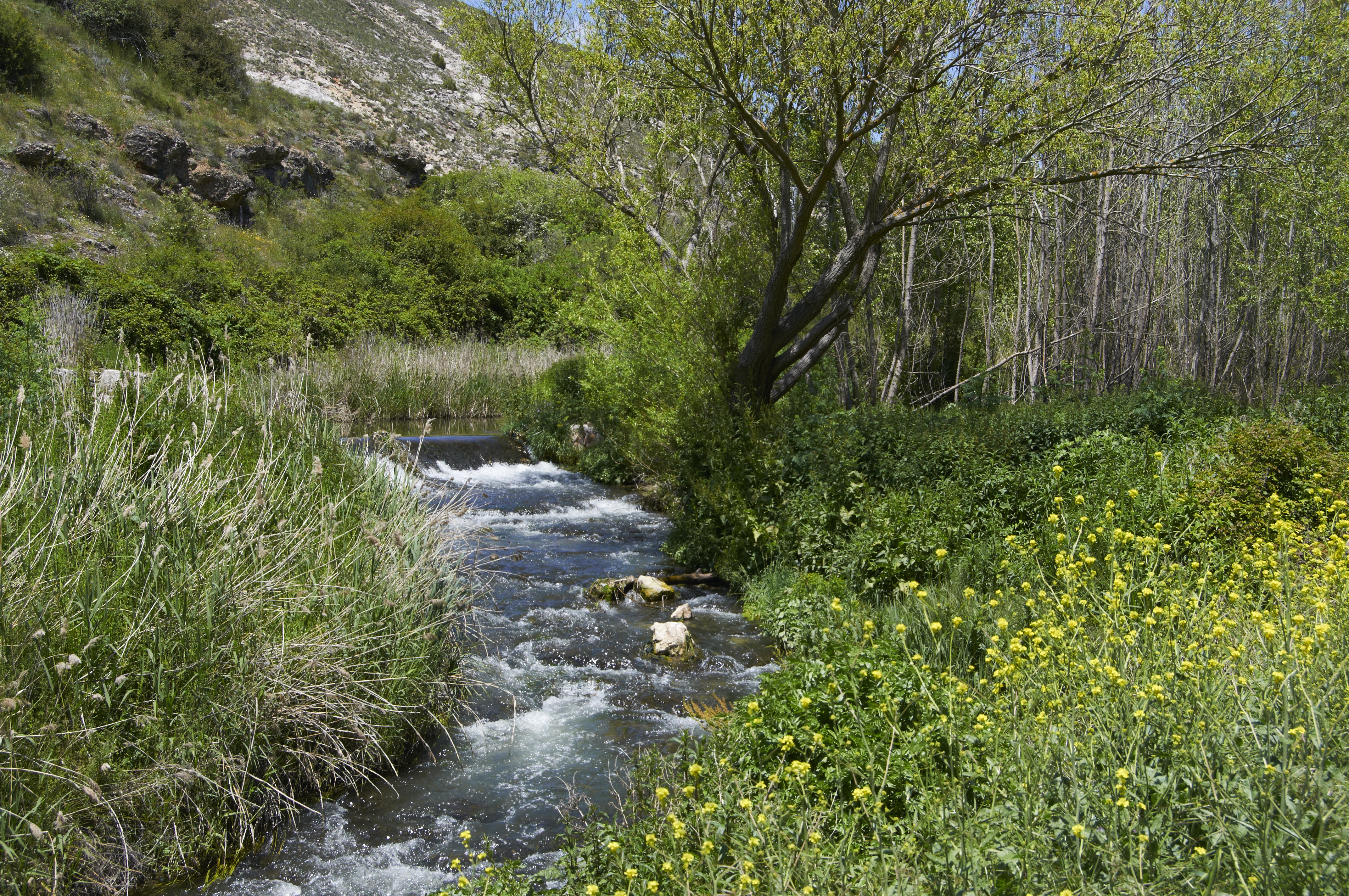
Curso alto del Henares.

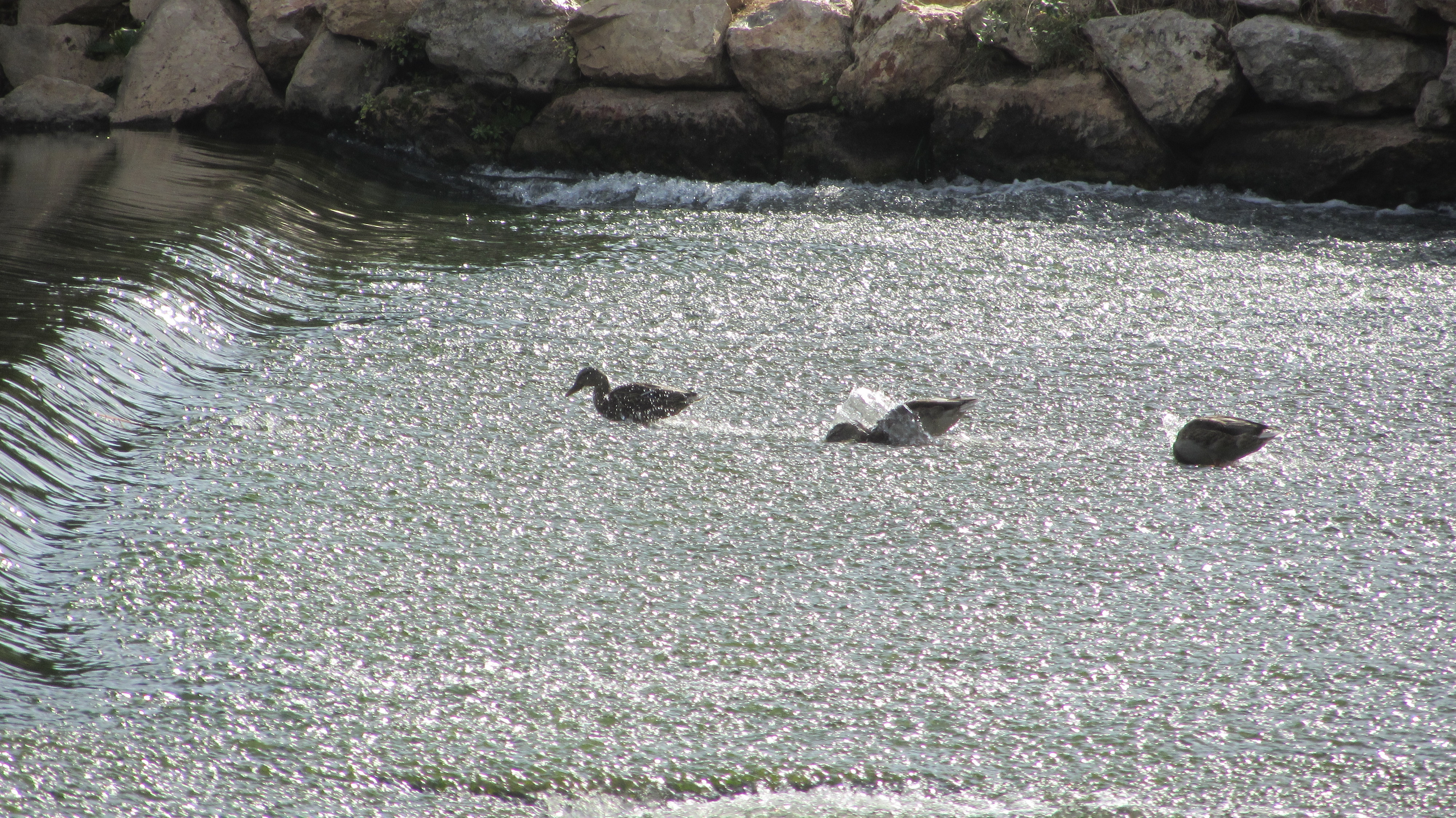
Ánades alimentándose en el cauce del río.